# Spermophora vyvato
Spermophora vyvato är en spindelart som beskrevs av Huber 2003. Spermophora vyvato ingår i släktet Spermophora och familjen dallerspindlar.
Artens utbredningsområde är Madagaskar. Inga underarter finns listade i Catalogue of Life.